# Răchițele
Răchițele – wieś w Rumunii, w okręgu Kluż, w gminie Mărgău. W 2011 roku liczyła 701 mieszkańców.